# Municipalità di Adigeni
La municipalità di Adigeni (in georgiano ადიგენის მუნიციპალიტეტი?) è una municipalità georgiana di Samtskhe-Javakheti.
Nel censimento del 2002 la popolazione si attestava a 20 752 abitanti. Nel 2014 il numero risultava essere 16 462.
La cittadina di Adigeni è il centro amministrativo della municipalità, la quale si estende su un'area di 800 km².

## Popolazione
Dal censimento del 2014 la municipalità risultava costituita da:
- Georgiani, 97,1%
- Armeni, 2,3%
- Russi, 0,25%

## Monumenti e luoghi d'interesse
- Abastumani, terme
- Fortezza di Okro
- Monastero di Chulevi
- Monastero di Zarzma